# Laurent Mulhenbeck
Laurent Mulhenbeck est un homme politique français né le 13 mai 1794 à Ribeauvillé (Haut-Rhin) et décédé le 1er juin 1852 à Sainte-Marie-aux-Mines (Haut-Rhin).
Maire de Sainte-Marie-aux-Mines, il est député du Haut-Rhin de 1849 à 1851, siégeant à gauche.

## Sources
- « Laurent Mulhenbeck », dans Adolphe Robert et Gaston Cougny, Dictionnaire des parlementaires français, Edgar Bourloton, 1889-1891 [détail de l’édition]